# Maurizio Gaiardi
Maurizio Gaiardi (Cremona, 31 agosto 1955) è un allenatore di calcio ed ex calciatore italiano, di ruolo centrocampista.

## Carriera

### Giocatore
Cresciuto nella Cremonese, passa poi nelle giovanili dell'Atalanta, dapprima in comproprietà e dal 1973 a titolo definitivo con cui esordisce nella stagione 1973-1974 collezionando 6 presenze e una rete. Dopo un'ulteriore stagione a Bergamo con altre 7 presenze viene ceduto in Serie C, vestendo la maglia dell'Udinese con cui disputa da titolare il campionato 1975-1976. Nel 1976 passa alla Lucchese, sempre in Serie C: in Toscana gioca per due stagioni da titolare attirando l'attenzione del Catanzaro, che lo ingaggia nel 1978 e lo fa esordire in Serie A il 1º ottobre 1978, contro l'Atalanta. Dopo sole 3 presenze, tuttavia, viene ceduto a novembre al Lecce, in Serie B, con cui disputa tre campionati consecutivi nella serie cadetta.
Nell'ottobre 1981 torna alla Cremonese, con la formula della comproprietà, e vi disputa un'ulteriore stagione in Serie B. Riscattato alle buste dal Lecce, passa al Piacenza, con il quale gioca la maggior parte della stagione come terzino sinistro. A fine campionato, dopo la retrocessione in Serie C2, fa rientro al Lecce, che lo cede definitivamente al Prato. In Toscana disputa la sua ultima stagione professionistica, prima di proseguire la sua carriera fino alle soglie dei 40 anni con le maglie di varie società dilettantistiche lombarde.
In carriera ha totalizzato complessivamente 3 presenze in Serie A e 123 presenze e 4 reti in Serie B.

### Allenatore
Dopo le esperienze con i dilettanti della Romanese e del Persico Dosimo, a partire dal 2007 entra nello staff tecnico della Cremonese, allenando la squadra Berretti e gli Allievi Regionali.

## Palmarès

### Giocatore

#### Competizioni regionali
- Promozione: 2

Romanese: 1984-1985
Trevigliese: 1985-1986